# Badesalz (Comedy)

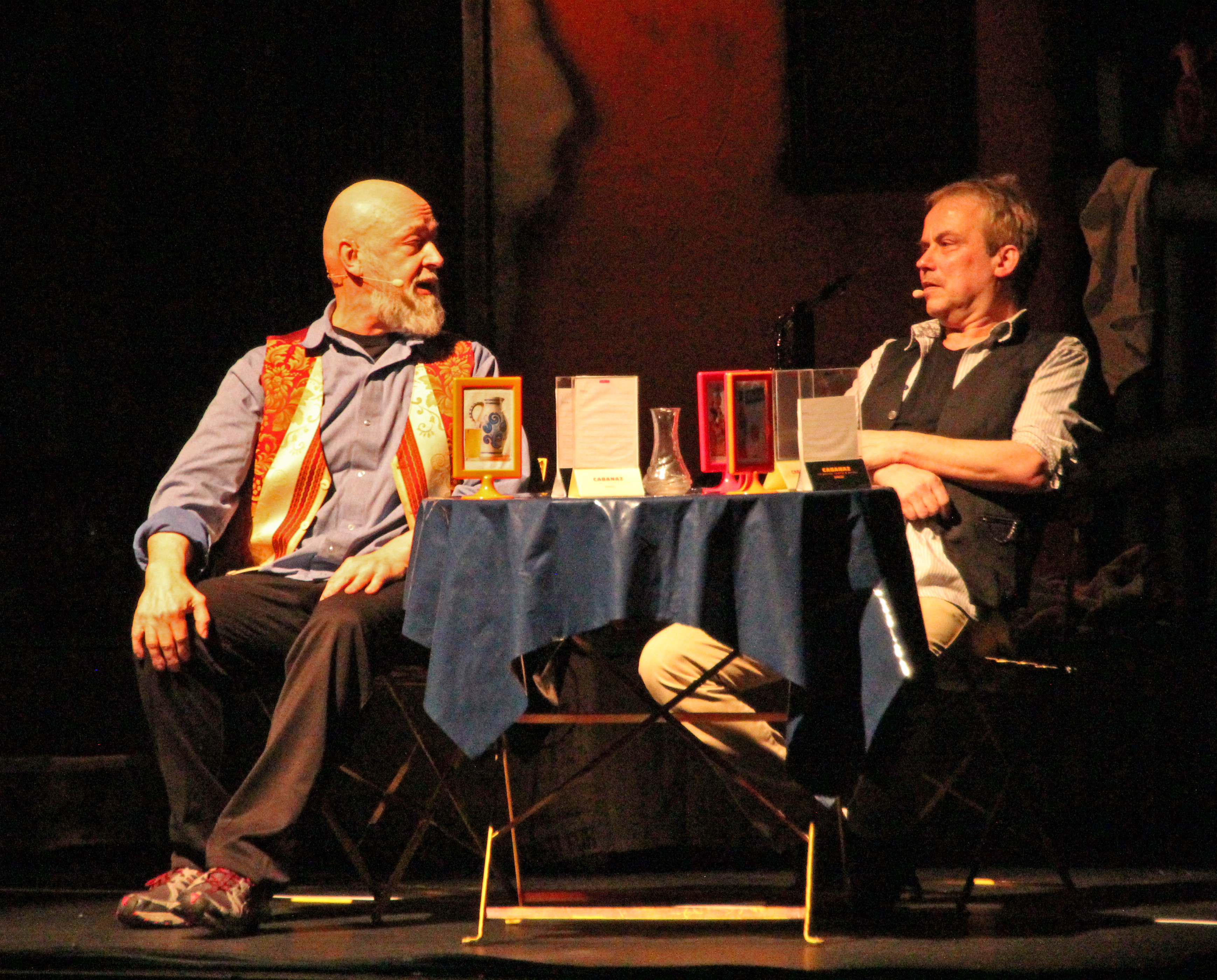
Links Gerd Knebel und rechts Henni Nachtsheim in der Badesalz-Show Dö Chefs! (2016)

Badesalz ist ein hessisches Komikerduo. Es wurde Anfang der 1980er Jahre von Henni Nachtsheim und Gerd Knebel als Badesalz-Theater gegründet und war damals nur eine Nebenbeschäftigung. Beide gingen zu dieser Zeit hauptberuflich anderen Beschäftigungen nach: Nachtsheim sang und spielte Saxophon bei den Rodgau Monotones, Knebel sang und kasperte damals in der Band Flatsch. Der erste offizielle Auftritt unter dem Namen Badesalz soll am 24. Dezember 1982 im Frankfurter Sinkkasten gewesen sein. Außerdem traten Badesalz 1992 auf dem Musikfestival Rock am Ring auf. Sie hatten im Laufe der Jahre drei eigene Sketch-Shows im Fernsehen: Och Joh (1990, Das Erste), Comedy-Stories (1999–2000, Sat.1) und 2007 eine Show beim Sender Comedy Central, die ebenfalls Badesalz heißt. Am 28. März 1998 trat das Comedy-Duo in der Fernsehshow Wetten, dass..? auf.

## Diskografie
- 1990 – Och Joh
- 1991 – Nicht ohne meinen Pappa
- 1993 – Diwodaso
- 1994 – Alles Gute von Badesalz (Best of)
- 1995 – Zarte Metzger
- 1996 – British Beef is safe! (Die derffe doch gar net mehr ...) (Single)
- 1997 – Wie Mutter und Tochter
- 1999 – Voodoobabbbel
- 2000 – Dabrauchemergarnetdrübberredde (Best of)
- 2002 – The Hotz (als „The Hotz“)
- 2002 – Du packst es, Jutta!
- 2004 – Das Baby mit dem Goldzahn
- 2014 – Alleswassesaufcedesogegebbehat! (CD-Box mit allen bisherigen Alben)
- 2018 – Mailbox-Terror
- 2021 – Radio Badesalz Vol. 1

## Filmografie
- 1980er – Badesalz Theater (Live-Auftritte im hr-fernsehen)
- 1989 – Das Super Dong Dong (VHS, Tourprogramm)
- 1990 – Och Joh (TV-Sketchreihe, ARD/HR)
- 1996 – Abbuzze! Der Badesalz-Film (Kinofilm), 2006 als DVD Special Edition
- 1998 – Frau Rettich, die Czerni und ich (Gastrollen, Automechaniker)
- 1999 – Badesalz Comedy-Stories (TV-Sketchreihe, Sat.1)
- 2001 – Das Sams (Gastrollen, Polizisten)
- 2003 – Hammersbald (DVD, Tourprogramm), Hessi James (animierter Kurzfilm von Johannes Weiland nach einem Badesalz-Sketch)
- 2005 – Isnogud, der bitterböse Großwesir (Film, DVD) (Synchronsprecher der beiden Dschinns)
- 2006 – Das Super-Dong-Dong (Directors Cut, DVD)
- 2007 – Badesalz (TV-Sketchreihe, Comedy Central)
- 2007 – Das kleine Arschloch und der alte Sack (Synchronstimmen, Flugenten)
- 2007 – Comedy Stories (DVD, TV-Sketchreihe von 1999)
- 2007 – Herr Bello (Gastrollen, Polizisten)
- 2007 – Video Kings (Gastrollen, Engel)
- 2007 – Lissi und der wilde Kaiser (Synchronstimmen, der Teufel und sein Echo)
- 2009 – Das Baby mit dem Goldzahn (DVD-Veröffentlichung, Drehzeit Sept. 2005 bis Jan. 2006, ohne vorherige Aufführung)
- 2009 – Dugi Otok (DVD, Tourprogramm)
- 2011 – Dittsche (Gastauftritt)
- 2013 – Schlussmacher (Gastauftritt)

## Bühnenprogramme
- ab 1983 – Das Super Dong-Dong
- ab 1992 – Der König und Frau Batz
- ab 1994 – uffgeplugged
- ab 1996 – se meking of
- ab 1997 – voll de Honig
- ab 2000 – Kubba
- ab 2002 – Hammersbald

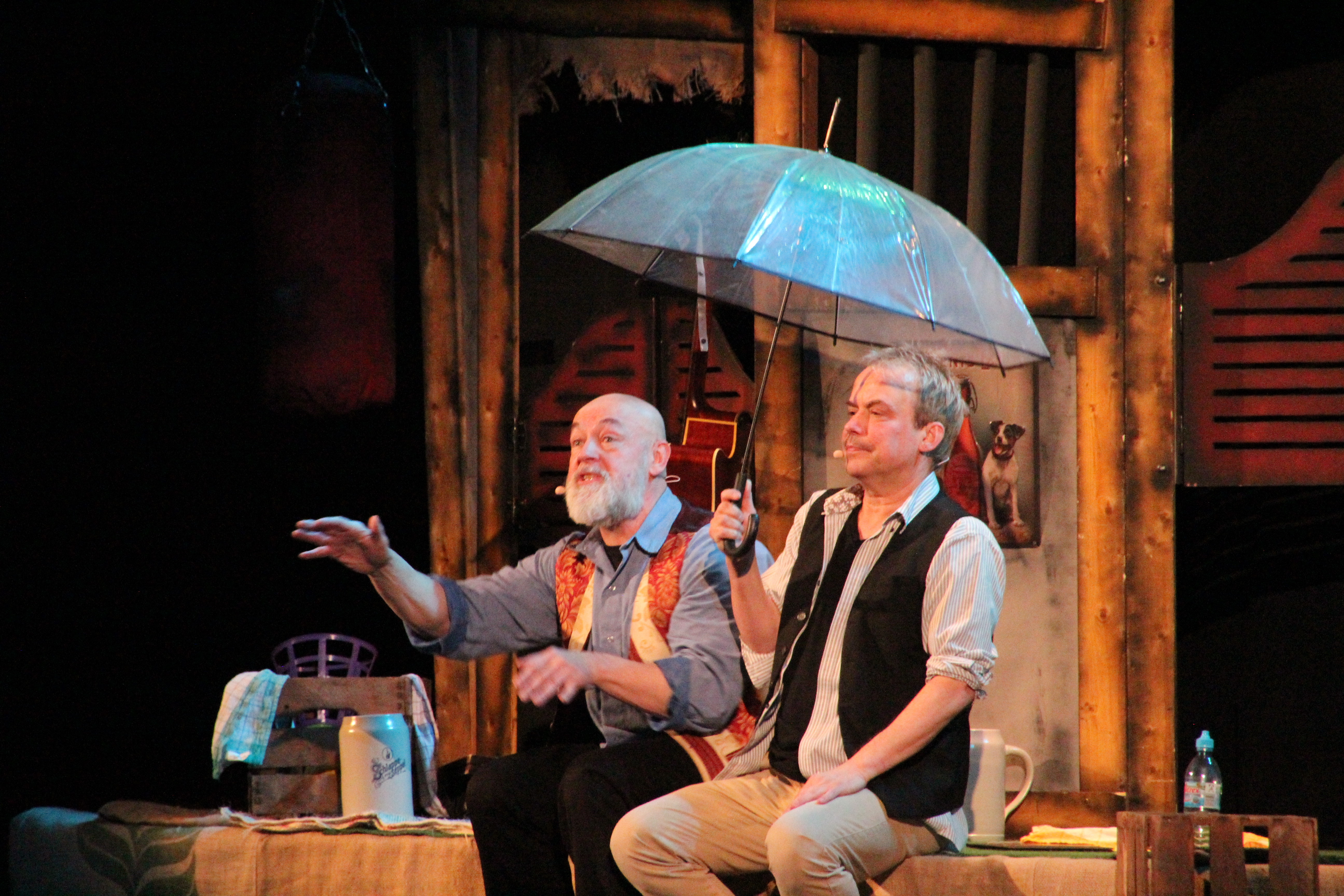
Links Gerd Knebel, rechts Henni Nachtsheim. (2016)

- ab 2004 – Das Baby mit dem Goldzahn

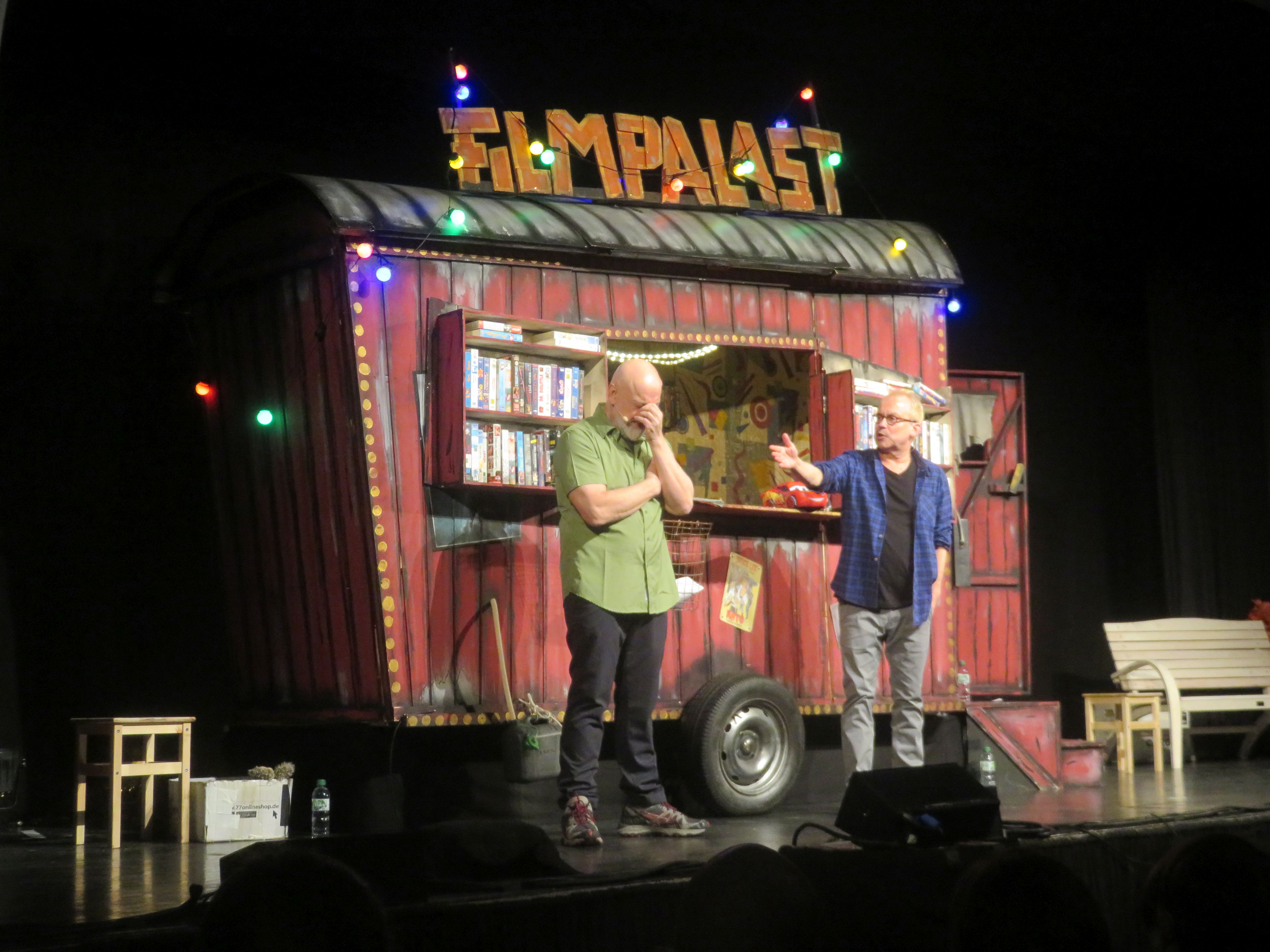
Badesalz mit dem Programm Kaksi Dudes im Bürgerhaus in Bürstadt (2022)

- ab 2007 – Dugi Otok
- ab 2010 – Bindannda!
- ab 2014 – Dö Chefs!
- ab 2019 – Kaksi Dudes

## Bücher
- Badesalz, Vaz Daz Den?. Möller-Verlag, 1993, ISBN 3-8159-0021-2.
- Babbelspaß mit Badesalz: Comedy für die Wanne. Edition Wannenbuch, Chemnitz 2015, ISBN 978-3-9815989-5-7.

## Andere Projekte
- 2003: The Hotz (Musikprojekt)
- 2003: TV Total (Gastauftritt)
- 2004: Krawinkel und Eckstein (Zeichentrick-Kurzfilmreihe, dt. Synchronstimmen)
- 2005: Das große Kleinkunstfestival (als Gäste)
- 2006: Die Marder (Internet-Werbeprojekt)
- 2008: Die Sieger (Internet-Werbeprojekt)
- 2008: Paddy, der kleine Pirat (Trickfilm, Hörspiel)
- 2008: Die Ferienbande und das bumsfidele Geisterschiff (Comedy-Hörspiel, als Gäste)
- 2011: Dittsche (Staffel 16, Folge 3, KW45) als Gäste in Ingos Imbiss
- 2012: Das große Kleinkunstfestival (als Gäste)
- 2016: AsoTV (Webserie), 35 Folgen auf YouTube
- 2018: Das große Kleinkunstfestival (als Ehrengäste)
- Ab dem 24. September 2020 jeden Donnerstag eine Live-Sendung von Radio Badesalz[3]

## Auszeichnungen
- RSH-Gold
  - 1997: in der Kategorie „Comedy des Jahres“[4]
- ECHO Pop
  - 1998: in der Kategorie „Comedy“
- Das große Kleinkunstfestival
  - 2018: in der Kategorie „Ehrenpreis“